# Tor tor
Tor tor es una especie de peces de la familia Cyprinidae en el orden de los Cypriniformes.

## Morfología
Los machos pueden llegar alcanzar los 52 cm de longitud total y los 9 kg de peso.

## Hábitat
Es un pez de agua dulce.

## Distribución geográfica
Se encuentra en  Pakistán, India, Bangladés, Birmania, y Bután.